# Masters of Formula–3
A Masters of Formula 3, hivatalos nevén RTL Masters of Formula 3 egy évenként megrendezett autóverseny Formula–3-as pilóták számára. Helyszíne a Circuit Park Zandvoort Hollandiában.
A verseny 1991 és 2005 között Marlboro Masters of Formula 3 néven, majd 2006 és 2007 között BP Ultimate Masters of Formula 3 néven futott.
Ezt az évenkénti Formula–3-as versenyt először 1991-ben rendezték meg, összemérendő a különböző F3-as sorozatokban versenyző pilótákat. Ezeken a versenyeken több későbbi Formula–1-es sztár is feltűnt, a legelső versenyt például a skót David Coulthard, későbbi világbajnoki ezüstérmes nyerte meg.
1999-ben az FIA a Formula–3 Euroseries Paui állomását jelölte ki az az évi versenynek. Ezenkívül még két alkalommal, 2007-ben és 2008-ban rendezték meg máshol (Zolder) a versenyt, ezeken kívül mindig Zandvoort adott neki otthont, a 2010-es futam is itt volt megrendezve.
Mikor az EU-ban 2005-ben betiltották a dohányreklámokat, a verseny hivatalos elnevezése BP Ultimate Masters of Formula 3 volt. A verseny neve azóta egyszerűen Masters of Formula 3.

## Az eddigi versenyek
| Év   | Győztes          | Második              | Harmadik              |  | Pole-pozíció         | Leggyorsabb kör     |
| ---- | ---------------- | -------------------- | --------------------- |  | -------------------- | ------------------- |
| 1991 | David Coulthard  | Jordi Gené           | Marcel Albers         |  | Rubens Barrichello   | Rubens Barrichello  |
| 1992 | Pedro Lamy       | Diogo Castro Santos  | Gil de Ferran         |  | Kelvin Burt          | Kelvin Burt         |
| 1993 | Jos Verstappen   | Paolo Coloni         | Michael Krumm         |  | Jos Verstappen       | Michael Krumm       |
| 1994 | Gareth Rees      | Jörg Müller          | Sascha Maassen        |  | Jörg Müller          | Sascha Maassen      |
| 1995 | Norberto Fontana | Ralf Schumacher      | Hélio Castroneves     |  | Norberto Fontana     | Ralf Schumacher     |
| 1996 | Kurt Mollekens   | Jonny Kane           | Nick Heidfeld         |  | Kurt Mollekens       | Kurt Mollekens      |
| 1997 | Tom Coronel      | Sebastien Philippe   | Mark Webber           |  | Sebastien Philippe   | Sebastien Philippe  |
| 1998 | David Saelens    | Enrique Bernoldi     | Mario Haberfeld       |  | David Saelens        | David Terrien       |
| 1999 | Marc Hynes       | Thomas Mutsch        | Etienne van der Linde |  | Thomas Mutsch        | Marc Hynes          |
| 2000 | Jonathan Cochet  | Ben Collins          | Tomas Scheckter       |  | Jonathan Cochet      | Jonathan Cochet     |
| 2001 | Szató Takuma     | André Lotterer       | Anthony Davidson      |  | Szató Takuma         | Szató Takuma        |
| 2002 | Fabio Carbone    | Olivier Pla          | Tristan Gommendy      |  | Fabio Carbone        | Bruce Jouanny       |
| 2003 | Christian Klien  | Nelson Angelo Piquet | Ryan Briscoe          |  | Nelson Angelo Piquet | Ryan Briscoe        |
| 2004 | Alexandre Prémat | Eric Salignon        | Adam Carroll          |  | Alexandre Prémat     | Eric Salignon       |
| 2005 | Lewis Hamilton   | Adrian Sutil         | Lucas di Grassi       |  | Lewis Hamilton       | Lewis Hamilton      |
| 2006 | Paul di Resta    | Giedo van der Garde  | Sébastien Buemi       |  | Giedo van der Garde  | Giedo van der Garde |
| 2007 | Nico Hülkenberg  | Yann Clairay         | Jean Karl Vernay      |  | Romain Grosjean      | James Jakes         |
| 2008 | Jules Bianchi    | Nico Hülkenberg      | Jon Lancaster         |  | Nico Hülkenberg      | Max Chilton         |
| 2009 | Valtteri Bottas  | Mika Mäki            | Stefano Coletti       |  | Valtteri Bottas      | Valtteri Bottas     |
| 2010 | Valtteri Bottas  | Alexander Sims       | Marco Wittmann        |  | Alexander Sims       | Jean-Éric Vergne    |